# Tonite Only
Tonite Only var är ett australiskt band med influenser av new wave/electro, aktivt från 2005 till 2006. Bandmedlemmar var Sam Littlemore och Simon Lewicki.